# Pseudonaja ingrami
Espèce
Synonymes
- Diemenia ingrami Boulenger, 1908

Pseudonaja ingrami est une espèce de serpents de la famille des Elapidae. 

## Répartition
Cette espèce est endémique d'Australie. Elle se rencontre dans le nord-ouest du Queensland, dans le nord-est du Territoire du Nord et dans la région de Kimberley en Australie-Occidentale.

## Description
L'holotype de Pseudonaja ingrami mesure 1 510 mm dont 240 mm pour la queue. Cette espèce a la face dorsale uniformément brun foncé. Sa face ventrale est jaune. C'est un serpent ovipare venimeux.

## Étymologie
Cette espèce est nommée en l'honneur de William Ingram.

## Publication originale
- Boulenger, 1908 : Description of a new elapine snake from Australia. Annals and Magazine of Natural History, ser. 8, vol. 1, p. 333-334 (texte intégral).